# Kaja Nordengen
Kaja Nordengen (ur. 22 czerwca 1987) – norweska lekarka, specjalistka w neurologii, autorka książek popularnonaukowych poświęconych mózgowi i jego działaniu. Mózg fascynował ją od zawsze i jeszcze na studiach prowadziła badania nad komunikacją między komórkami nerwowymi. Obecnie prowadzi zajęcia na Uniwersytecie w Oslo. 

## Książki
- Mózg rządzi (2018)

- Mózg ćwiczy, czyli jak utrzymać umysł w dobrej formie (2019)[1]
- Je onvervangbare hersenen (brak polskiej wersji)[3]